# Лінія краси (роман)
«Лінія краси» (англ. The Line of Beauty) — роман британського письменника Алана Голлінггерста 2004 року, відзначений Букерівської премією.

## Сюжет
Молодий ґей, який щойно закінчив Оксфорд, на ім'я Нік Гест приїжджає в будинок батьків свого друга Тобіаса Феддена. Тут він знайомиться з усіма членами сім'ї Федден, з якими у нього складаються непогані стосунки. Нік — витончений естет, любитель краси та розкоші. У міру розвитку сюжету у нього зав'язуються романтичні стосунки спочатку з темношкірим робітником на ім'я Лео, а потім з приятелем за Оксфордом Уані Ураді, сином ліванського мільярдера.
Після короткого відвідування будинку Федденів прем'єркою Тетчер, глава сімейства Джеральд Федден, депутат парламенту від Консервативної партії, опиняється в центрі сексуального та фінансового скандалу. В цей же час стає відомо про стосунки між Ніком та Уані, подробиці яких публікують газети. Джеральд виганяє Ніка, звинувачуючи його у всіх бідах.
У романі порушено теми політичного лицемірства, гомосексуальності та СНІДу.

## Екранізація
Роман був адаптований для телебачення сценаристом Ендрю Девісом, як міні-серіал «Лінія краси», що складається з трьох серій для каналу ВВС-2, режисер Сол Діб, транслювався з 17 травня 2006 року. У ролі Ніка Геста знявся Ден Стівенс .

## Літературна значущість
- Голлінггерст написав свій роман у Яддо[en] — маєтку, який побудовано й існує коштом американських філантропів.
- 2004 року роману «Лінія краси» присуджено Букерівську премію[5].
- Незрима присутність Маргарет Тетчер відчувається протягом усієї книги. У цьому роман схожий на «Серце пітьми» Джозефа Конрада, улюбленого автора Голлінггерста, де так само незримо присутній герой Курц[6].

## Критика
- «Едмунд Вайт[en] сказав, що проза Алана Голлінггерста — найкраще, що ми маємо нині. Можливо, Вайт дещо перебільшив… і все ж, якщо ви цінуєте стиль, дотепність і соціальну сатиру в літературі, не пропустіть цей елегантний і пристрасний роман». (Майкл Дерде, Вашингтон Пост)[7]
- «Деякі критики відзначили політичну та соціальну сатиру роману, безумовно, все це є і дуже яскраво виражено. Дивно, але гидливість чи політкоректність заважає їм сказати про те, що це, перш за все, історія про гомосексуальність, і в ній є сцени, які багато читачів вважатимуть глибоко образливими». (Рон Чарлес, Крістіан Саєнс Монітор[en])[8].